# Aiphanes lindeniana
Espèce
Statut de conservation UICN

 VU B1+2c : Vulnérable
Aiphanes lindeniana est une espèce de plantes à fleurs monocotylédones de la famille des Arecaceae. C'est un palmier endémique de Colombie